# Ardisia alyxiifolia
Ardisia alyxiifolia Tsiang ex C.Chen – gatunek roślin z rodziny pierwiosnkowatych (Primulaceae). Występuje naturalnie w Chinach – w prowincjach Fujian, Guangdong, Kuangsi, Kuejczou, Hajnan, Hunan, Jiangxi oraz Syczuan. 

## Morfologia
PokrójZimozielony krzew dorastający do 0,5 m wysokości.
LiścieBlaszka liściowa ma eliptyczny lub lancetowaty kształt. Mierzy 3,5–6 cm długości oraz 1,5–3,2 cm szerokości, jest całobrzega, ma tępą nasadę i tępy wierzchołek. Ogonek liściowy jest nagi i ma 5–8 mm długości.
KwiatyZebrane w wiechach wyrastających z kątów pędów. Mają działki kielicha o owalnie trójkątnym kształcie i dorastające do 1–2 mm długości. Płatki są owalne i mają białą lub różową barwę oraz 4 mm długości.
OwocPestkowce mierzące 5 mm średnicy, o kulistym kształcie i czerwonej barwie.

## Biologia i ekologia
Rośnie na terenach bagnistych oraz w lasach. Występuje na wysokości od 600 do 1200 m n.p.m.